# Kinesko stilsko ime
Kinesko stilsko ime, također poznato i kao kurtoazno ime (zì), je osobno ime koje se u Kini daje u kasnijim godinama života. Obično nakon 20 godina života zì se koristi umjesto nečijeg imena po rođenju kao simbol zrelosti i poštovanja. Uglavnom se koristi za muškarce.  Zì mogu dati roditelji, odnosno učitelj na prvi dan škole, odnosno sama osoba može sebi odabrati zì. Tradicija davanja stilskih imena je, međutim, u Kini počela odumirati nakon Pokreta 4. svibnja godine 1919. Postoje dva osnovna oblika stilskog imena - zì i hào.

## Hào(pseudonim)
Hào ((pojednostavljeni kineski; 號, tradicionalni kineski:; 号 ,pinyin: hào, japanski gō; korejski: ho; vijetnamski: hiệu) je alternativno kurtoazno ime,  koje se najčešće koristi kao pseudonim. Najčešće se koristi od tri ili četiri znaka, i vjeruje se da je ušlo u upotrebu zbog prevelikog broja ljudi koji koristili isti zì. Hào su obično birale same osobe, i moglo se koristiti više od jednog. Nije imalo veze s nositeljevim míngom ili zìjem; umjesto toga je često bilo vrlo osobno, nekada duhovito, odnosno izbor koji je sadržavao neku aluziju ili rijetko slovo koje bi mogao prepoznati netko učen. Ponekad se u imenu nečije boravište korustilo kao hào; tako je Su Shijev hào Dongpo Jushi (tj. "Stanovnik Dongpoa" ("Istočna padina") referenca na kuću koju je sagradio u egzilu. Piščev hào se često koristio kao naslov njegovih sabranih djela.